# Sacún Cubwitz
Sacún Cubwitz es una localidad del estado mexicano de Chiapas. Es parte del municipio de Chilón.
La localidad de Sacún Cubwitz pertenece al Municipio de Chilón (Estado de Chiapas). Hay 1,110 habitantes y está a 838 metros de altura y como Tradicion ellos cada Mes de Julio celebran a su santo patrono El Sagrado Corazón de Jesús. 

## Toponimia
El nombre «Sacún» proviene del término en tseltal sak hun, su significado es «amate».

## Demografía
| Gráfica de evolución demográfica |
|                                  |

| Censo | Población |
| ----- | --------- |
| 1980  | 250       |
| 1990  | 558       |
| 2000  | 721       |
| 2010  | 983       |
| 2020  | 1 110     |